# Žalm 98

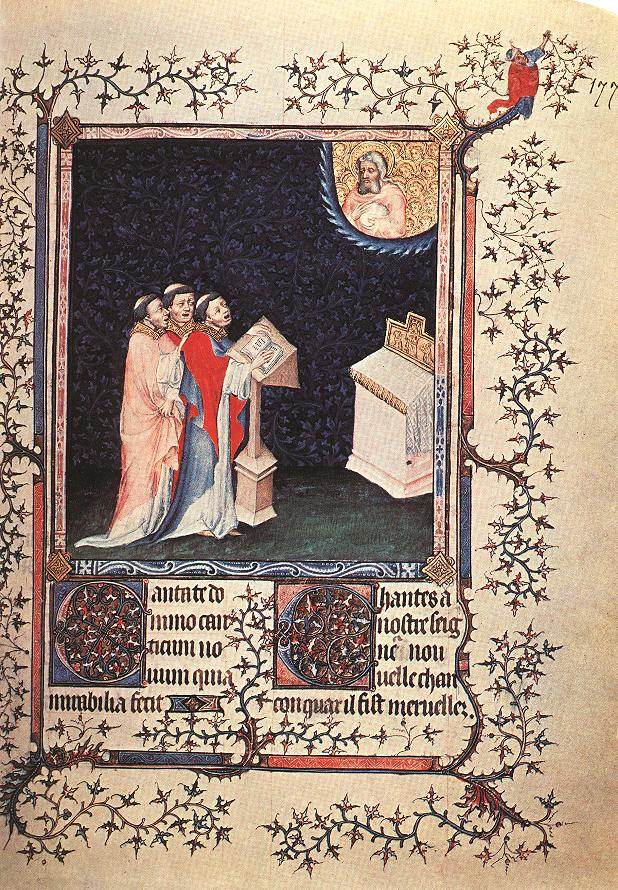
Žaltář vévody z Berry, žalm 98

Žalm 98 (Zpívejte Hospodinu píseň novou, lat. Cantate Domino canticum novum, podle řeckého překladu žalm 97) je součástí starozákonní Knihy žalmů. Podle židovské tradice byl žalm sepsán Mojžíšem a rabín Aryeh Kaplan se na základě midraše domnívá, že byl určen společně s dalšími žalmy, jež sepsal Mojžíš, k použití jako prostředek k dosažení proroctví.

## Text
| verš | hebrejský originál                                                   | český překlad | latinský překlad (Vulgata)                                                                                      |
| ---- | -------------------------------------------------------------------- | --- | --- |
| 1    | מִזְמ֡וֹר שִׁ֚ירוּ לַֽיהֹוָ֨ה \| שִׁ֥יר חָדָ֗שׁ כִּֽי־נִפְלָא֥וֹת עָשָׂ֑ה הוֹשִֽׁיעָה־לּ֥וֹ יְ֜מִינ֗וֹ וּזְר֥וֹעַ קָדְשֽׁוֹ | Zpívejte Hospodinu píseň novou, neboť učinil podivuhodné věci, zvítězil svou pravicí, svou svatou paží!           | Canticum Cantate Domino canticum novum quia mirabilia fecit salvavit sibi dextera eius et brachium sanctum eius |
| 2    | ההוֹדִ֣יעַ יְ֖הֹוָה יְשֽׁוּעָת֑וֹ לְעֵינֵ֥י הַ֜גּוֹיִ֗ם גִּלָּ֥ה צִדְקָתֽוֹי                            | Hospodin dal poznat svoji spásu, zjevil před očima pronárodů svoji spravedlnost,                                  | Notum fecit Dominus salutare suum in conspectu gentium revelavit iustitiam suam                                 |
| 3    | זָ֘כַ֚ר חַסְדּ֨וֹ \| וֶֽאֱמֽוּנָתוֹ֘ לְבֵ֪ית יִשְׂרָ֫אֵ֥ל רָא֥וּ כָל־אַפְסֵי־אָ֑רֶץ אֵ֜֗ת יְשׁוּעַ֥ת אֱלֹהֵֽינוּ       | na své milosrdenství se rozpomenul, na svou věrnost domu Izraele. Spatřily všechny dálavy země spásu našeho Boha. | Recordatus est misericordiae suae et veritatis suae domui Iacob viderunt omnes fines terrae salutare Dei nostri |
| 4    | הָרִ֣יעוּ לַֽ֖יהֹוָה כָּל־הָאָ֑רֶץ פִּצְח֖וּ וְרַנְּנ֣וּ וְזַמֵּֽרוּ                                 | Hlahol Hospodinu, celá země, dejte se do plesu, pějte žalmy,                                                      | Iubilate Domino omnis terra vociferamini et laudate et canite                                                   |
| 5    | זַמְּר֣וּ לַֽיהֹוָ֣ה בְּכִנּ֑וֹר בְּ֜כִנּ֗וֹר וְק֣וֹל זִמְרָֽה                                     | pějte Hospodinu žalmy při citeře, při citeře nechť zazvučí žalmy;                                                 | Cantate Domino in cithara in cithara et voce carminis                                                           |
| 6    | בַּֽחֲצֹֽצְרוֹת וְק֣וֹל שׁוֹפָ֑ר הָ֜רִ֗יעוּ לִפְנֵ֚י \| הַמֶּ֬לֶךְ יְהֹוָֽה                            | s doprovodem trub a polnic hlaholte před Hospodinem Králem!                                                       | In tubis et clangore bucinae iubilate coram rege Domino                                                         |
| 7    | יִרְעַ֣ם הַ֖יָּם וּמְלֹא֑וֹ תֵּ֜בֵ֗ל וְי֣שְׁבֵי בָֽהּ                                          | Ať se moře s tím, co je v něm, rozburácí, svět i ti, kdo na něm sídlí,                                            | Tonet mare et plenitudo eius orbis et habitatores eius                                                          |
| 8    | נְהָר֥וֹת יִמְחֲאוּ־כָ֑ף יַ֜֗חַד הָרִ֥ים יְרַנֵּֽנוּ                                        | dlaněmi nechť zatleskají řeky, s nimi ať plesají hory                                                             | Flumina plaudent manu simul montes laudabunt                                                                    |
| 9    | לִֽפְ֥נֵי־יְהֹוָ֗ה כִּ֥י בָא֘ לִשְׁפֹּ֪ט הָ֫אָ֥רֶץ יִשְׁפֹּט־תֵּבֵ֥ל בְּצֶ֑דֶק וְ֜עַמִּ֗ים בְּמֵֽישָׁרִֽים                | vstříc Hospodinu, že přichází, aby soudil zemi. On bude soudit svět spravedlivě a národy podle práva.             | Ante Dominum quia venit iudicare terram iudicabit orbem in iustitia et populos in aequitatibus                  |

## Užití v liturgii

### V křesťanství
V anglikánské církvi se užívá při modlitbě hodinek během večerní modlitby.

### V judaismu
V judaismu je žalm recitován při zahájení Šabatu, kdy je podle siduru součástí liturgie zvané Kabalat Šabat („Přivítání Šabatu“).

## Užití v hudbě
Mezi významná hudební zpracování žalmu 98 patří díla těchto autorů:
- Jean-Baptiste Lully, částečně v Jubilate Deo (1660)
- Marc-Antoine Charpentier, H.176, H.285 (1679-80)
- Michel Richard Delalande, S70 (1720)
- Antonín Dvořák, Biblické písně (1894)
- David Conte
- Arvo Pärt